# Atitalaquia (kommun)
Atitalaquia är en kommun i Mexiko.   Den ligger i delstaten Hidalgo, i den sydöstra delen av landet, 70 km norr om huvudstaden Mexico City. Antalet invånare är 26 904.
Följande samhällen finns i Atitalaquia:
- Atitalaquia
- Tlamaco
- Tezoquipa
- Unidad Habitacional Antonio Osorio de León
- Colonia Empleados PEMEX